# Francesca Fermi
Francesca Fermi (Milano, 9 marzo 1979) è una danzatrice su ghiaccio italiana.
Inizia ad allenarsi nel 1989, nel 1995 partecipa per la prima volta ai campionati mondiali di pattinaggio di figura in coppia con Andrea Baldi classificandosi 25º. L'anno successivo invece gareggia ai campionati europei arrivando 17º. Nel 1997 prende parte ai campionati italiani con un terzo posto; così come l'anno dopo. Nel 1999 colleziona due partecipazioni rispettivamente agli europei (18 posto) e ai mondiali (21 posto) insieme a Diego Rinaldi.
Successivamente lascia la carriera di danzatrice su ghiaccio per dedicarsi agli studi.